# Lý thuyết BCS
Lý thuyết BCS là mô hình lý thuyết vi mô được ba nhà vật lý John Bardeen, Leon Cooper và Robert Schrieffer đưa ra vào năm 1957 để giải thích hiện tượng siêu dẫn. Lý thuyết này giải thích rất thành công những tính chất vi mô của hệ siêu dẫn và nhiệt động lực học của hệ. Lý thuyết này cũng rất tương thích với một mô hình định tính khác là "lý thuyết Ginzburg-Landau".
Ý tưởng cơ bản của mô hình này là khi trong hệ xuất hiện lực hút giữa các điện tử, trạng thái điện tử cơ bản của hệ chất rắn trở nên không bền so với trạng thái mà trong đó có xuất hiện cặp điện tử với spin và xung lượng trái ngược.
Lực hút giữa các điện tử này là do nguyên nhân tương tác giữa điện tử với các mode biến dạng của tinh thể mạng (phonon). Ta có thể hình dung, khi một điện tử chuyển động, tương tác của nó với mạng tinh thể làm biến dạng mạng tinh thể và điện tử đi theo sau đó sẽ dễ dàng chuyển động hơn trong tinh thể. Hai điện tử này tạo thành một cặp điện tử Cooper. Từ tương tác điện tử với các phonon ta có thể suy ra lực tương tác hút hiệu dụng giữa hai điện tử.
Với giả thiết trên về tương tác hút giữa các điện tử, bằng phương pháp trường trung bình ta có thể giải được mô hình và thu được những kết quả định lượng.
John Bardeen, Leon Cooper và Robert Schrieffer đã nhận giải thưởng Nobel về vật lý năm 1972 nhờ công trình này. Tuy nhiên lý thuyết BCS chỉ áp dụng đúng cho các chất siêu dẫn cổ điển có nhiệt độ của trạng thái siêu dẫn rất thấp. Sau phát minh về các chất siêu dẫn nhiệt độ cao, cho đến nay chưa có lý thuyết hoàn chỉnh nào giải thích các hiện tượng này.